# Opius campinaensis
Opius campinaensis är en stekelart som beskrevs av Fischer 1968. Opius campinaensis ingår i släktet Opius och familjen bracksteklar. Inga underarter finns listade i Catalogue of Life.